# Nkoniake
Nkoniake ou Nkonianke est un village de la Région du Littoral du Cameroun, situé dans la commune de Baré-Bakem. Il est situé à 11 km de Baréko.

## Population et développement
En 1967, la population de Nkoniake était de 71 habitants, essentiellement des Bakem. La population de Nkoniake était de 176 habitants dont 92 hommes et 84 femmes, lors du recensement de 2005.